# Wiesław Waniewski

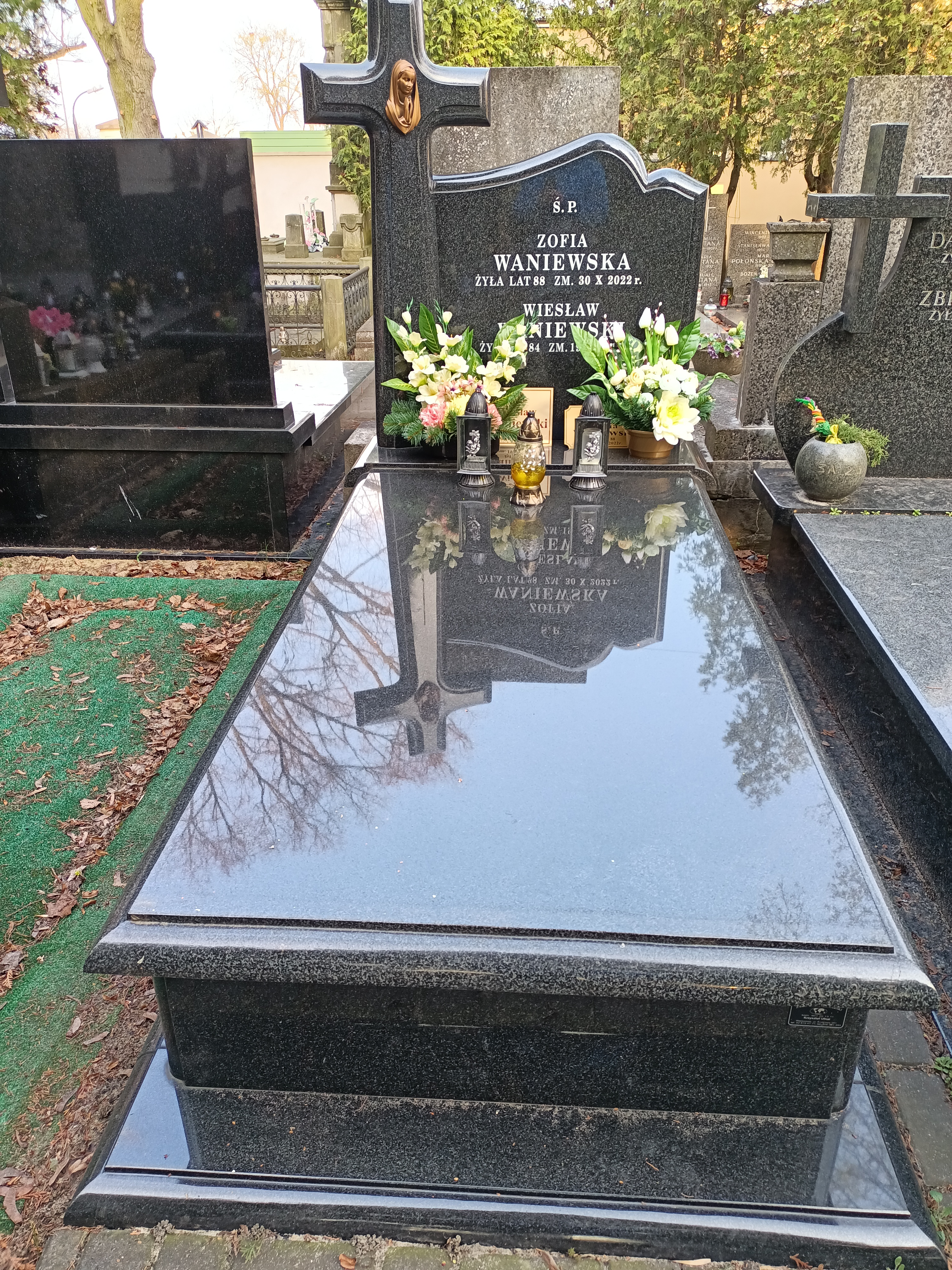
Grób Wiesława Waniewskiego na Cmentarzu Bródnowskim

Wiesław Roman Waniewski (ur. 28 maja 1933 w Ostrowi Mazowieckiej, zm. 19 maja 2017) – polski działacz państwowy i inżynier chemik, podsekretarz stanu w Urzędzie Rady Ministrów (1972–1980) i Ministerstwie Przemysłu Chemicznego (1980–1981).

## Życiorys
Syn Piotra i Józefy. Od 1949 do 1956 działacz Związku Młodzieży Polskiej. W 1956 ukończył studia z inżynierii chemicznej na Politechnice Warszawskiej. Następnie pracował w Zakładach Wytwórczych Lamp Elektrycznych im. Róży Luksemburg kolejno jako technik chemik, mistrz, kierownik oddziału i zastępca kierownika Wydziału Chemicznego. W 1962 przeszedł do pracy w Urzędzie Rady Ministrów kolejno jako starszy radca, doradca wicepremiera Piotra Jaroszewicza ds. przemysłu chemicznego i p.o. kierownika jego gabinetu, w styczniu 1971 został dyrektorem generalnym URM. Od 12 maja 1972 do 28 października 1980 pełnił funkcję podsekretarza stanu w Urzędzie Rady Ministrów, następnie do 21 kwietnia 1981 zajmował stanowisko podsekretarza stanu w Ministerstwie Przemysłu Chemicznego. W marcu 1981 usunięty z partii ze względu na wykrycie nadużywania stanowiska w toku kontroli NIK. W III RP zajmował się działalnością biznesową m.in. jako członek organów spółek.
Został pochowany na Cmentarzu Bródnowskim.

## Odznaczenia
- Złota odznaka honorowa „Za Zasługi dla Warszawy” (1975)[5]